# Sonallah Ibrahim
Sonallah Ibrahim (in arabo صنع الله إبراهيم‎?, Ṣunʻ Allāh Ibrāhīm; Il Cairo, 24 febbraio 1937 – Il Cairo, 13 agosto 2025) è stato uno scrittore egiziano.

## Biografia
Proveniente da una famiglia della piccola borghesia cairota, negli anni '50 interruppe gli studi universitari per dedicarsi a tempo pieno alla lotta politica nelle file del Partito Comunista Egiziano. Arrestato nel gennaio del 1959 insieme a tanti altri militanti di sinistra, venne liberato solo nel 1964.
Il lungo periodo di reclusione fu fondamentale per la decisione di intraprendere l'attività di scrittore. Il suo primo romanzo, Tilka l-râ'iha, pubblicato nel 1966, fu censurato dal potere egiziano, ma lo rese famoso come protagonista dell'avanguardia narrativa degli anni '60. Da allora pubblicò altri undici romanzi, di cui solo tre tradotti in italiano, e viaggiò nel mondo arabo e in Europa per diffondere la letteratura egiziana e difendere la causa progressista e della giustizia sociale nel suo paese.
A testimonianza di tale impegno, nel 2003 rifiutò di ritirare il Premio Cairo per il miglior romanzo, consegnato dal ministero egiziano della Cultura, dichiarando che ai suoi occhi il governo egiziano non avesse "nessuna credibilità per conferire questo premio".
Nel 2004 accettò invece il premio Ibn Rushd per la libertà di pensiero.

## Opere
- Tilka l-râ'iha, 1966 (trad. it. Quell'odore, Catania: De Martinis, 1994; ISBN 8880140116)
- Najmat Aghustus, 1974
- Al-Lajna, 1981 (trad. it. La Commissione, Milano: Jouvence, 2003; ISBN 9788878013414)
- Bayrût Bayrût,  1984
- Dhât, 1992 (trad. it. Le stagioni di Zhat, Milano: Calabuig, 2015; ISBN 9788899066062)
- Sharaf, 1997
- Warda, 2000 (trad. it. Warda, Nuoro: Ilisso, 2005; ISBN 9788889188323)
- Amrikanli, 2003
- Yawmiyyât al-Wâhât 2005
- Al-Talassus, 2007
- Al-’amâma wal-qobba'a, 2008
- Aljlyd 2009